# Mah Chong-gi

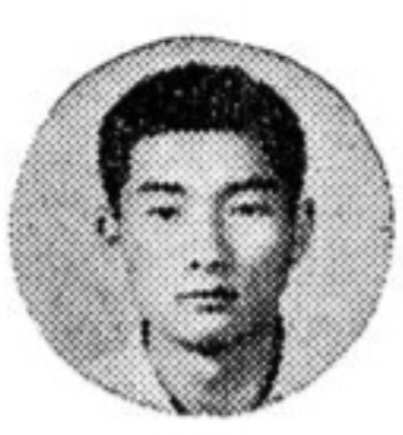
Mah Chong-gi

Ma Chong-gi (hangeul : 마종기), né le 17 janvier 1939 à Tokyo au Japon, est un poète sud-coréen.

## Biographie
Ma Chong-gi est né à Tokyo, au Japon, le 17 janvier 1939. Il est diplômé de l'école de médecine de l'université Yonsei et de l'université nationale de Séoul. Après avoir terminé ses études en master à l'université nationale de Séoul en 1966, il s'est rendu aux États-Unis. Il a enseigné à l'école de médecine de l'université d'Ohio et la radiologie à Toledo, dans l'Ohio. Il a quitté le domaine médical et ses fonctions de professeur en 2002 pour se consacrer entièrement à l'écriture de la poésie.
En 2009, il remporte le Prix de littérature contemporaine (Hyundae Munhak).

## Œuvre
Les principaux thèmes abordés dans les poèmes de Ma Chong-gi sont des thèmes liées à son expérience en tant que médecin et sa vie à l'étranger, au Japon et plus particulièrement aux États-Unis. Ces récits expriment une profonde compassion et de l'espoir pour la capacité de l'amour à surmonter toute forme de douleur. Ses œuvres traitant de la vie dans les pays étrangers ont tendance à être plus complexes au niveau de la thématique : il y évoque ses souvenirs de sa vie en Corée et les divers sentiments contradictoires qui le traversent --, patriotisme intense, affection et colère envers ses concitoyens coréens, et les remords qui découlent de ses réflexions sur sa terre natale. Les deux registres, finalement, inspirent la même compassion pour l'humanité, que ce soit pour ceux qui souffrent ou pour les déracinés. Tous ces récits visent une certaine universalité, caractéristique qui est devenue la marque de fabrique du poète.